# Blomberger Kirche

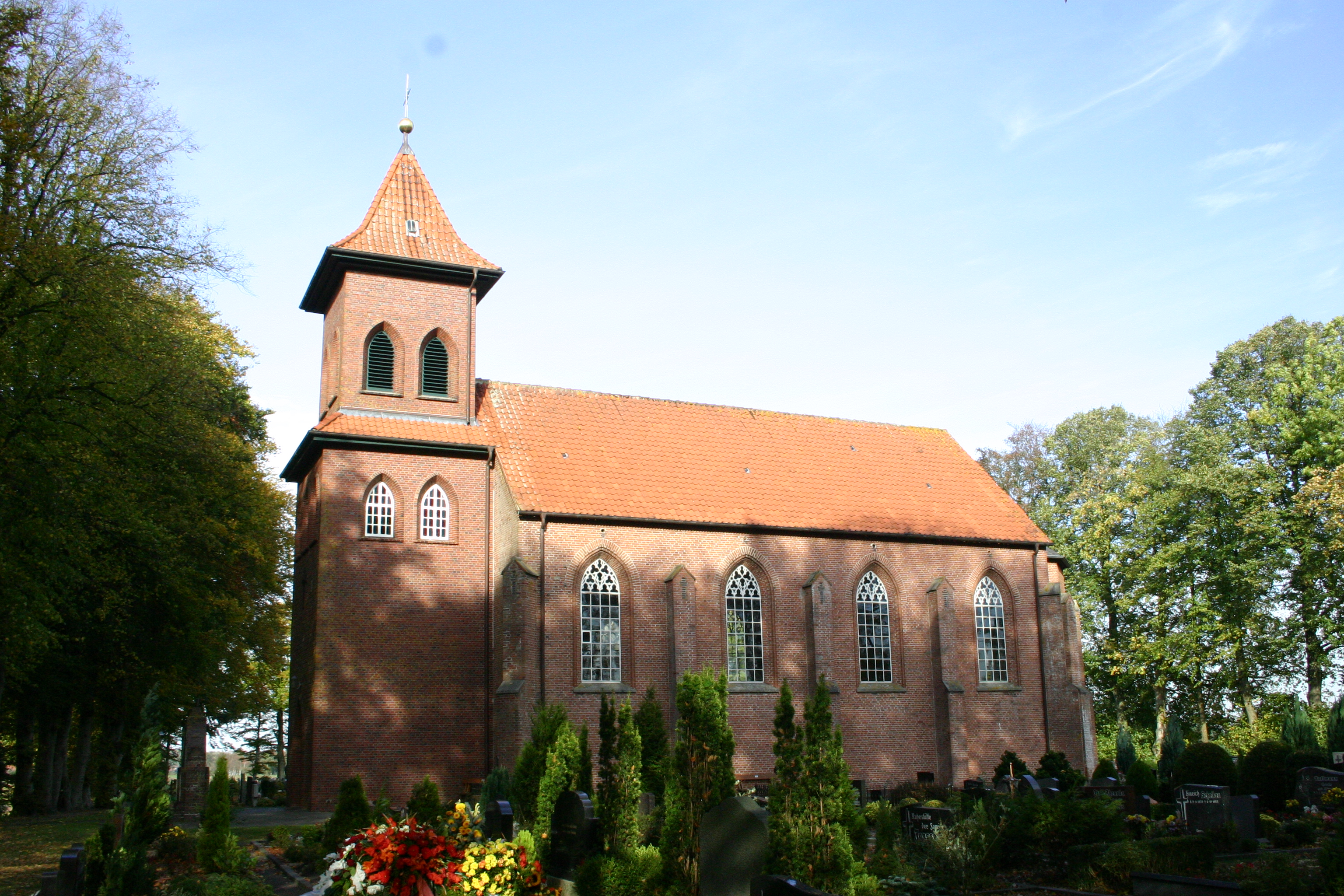
Die Blomberger Kirche

Die Blomberger Kirche steht in der gleichnamigen Gliedgemeinde der ostfriesischen Samtgemeinde Holtriem. Sie wurde 1870 errichtet.

## Geschichte
Die Siedlung Blomberg entstand durch die preußische Binnenkolonisation ab 1765, das unmittelbar anschließende Neuschoo ab 1799. Kirchlich wurden die Einwohner der beiden Orte von der Kirchengemeinde Ochtersum betreut, ohne ordentlich eingepfarrt zu sein. Für die Dienste mussten sie die doppelten Gebühren zahlen. Die Gründung einer eigenen Kirchengemeinde verzögerte sich immer weiter. Nach einem Streit über den Bau einer Kirche im Ort, der letztendlich nicht zustande kam, wechselten 55 Neuschooer die Glaubensrichtung und gründeten eine Evangelisch-methodistische Gemeinde. Diese Gemeinde konnte im Mai 1869 – weniger als ein Jahr nach ihrer Gründung – ein eigenes Gotteshaus, die Bethlehemskirche, einweihen.
Die Zahl der Lutheraner nahm in den beiden Moorkolonien immer weiter zu und erreichte um 1860 einen Wert, der die Errichtung einer eigenen Kirchengemeinde für beide Orte gebot. Ein größeres Problem ergab sich bei der Wahl des Standortes für die Kirche, denn beide politischen Gemeinden beanspruchten diesen für sich. Dieser Streit verzögerte den Bau immer wieder. Um 1870 wurde ein Kompromiss gefunden. Dem folgend wurde das Kirchengebäude auf der Blomberger Seite des Wallumer Helmer (heute Kirchweg) und das Pfarrhaus auf der Neuschooer Seite dieses Weges errichtet. Am 19. Juni 1870 wurde das Gotteshaus durch Generalsuperintendent Gossel eingeweiht. Die Baukosten des Pfarrhauses betrugen 2775 Reichstaler. Für die Kirche wurden 3700 Reichstaler aufgewandt. Dafür konnte zunächst nur ein Bau ohne Turm realisiert werden. Zusammen mit den beiden Bauwerken wurde auch der neue Friedhof neben dem Kirchengebäude angelegt.
Anfang der 1920er Jahre versuchte die Gemeinde erstmals, Geld für den Bau eines Turmes durch eine Sammlung aufzubringen. Die Hyperinflation in der ersten Hälfte der 1920er Jahre entwertete das angesparte Kapital jedoch völlig. Zudem musste im Jahre 1928 das Kirchendach vollständig erneuert werden.
Ein zweiter Anlauf zum Bau eines Turms wurde in den 1950er Jahren unternommen. Schließlich konnte das Bauwerk im Jahre 1954 nach den ursprünglichen Plänen aus der Zeit des Kirchenbaus errichtet werden. Die auf den Turm aufgesetzte vergoldete Turmspitze ist innen hohl und enthält zeitgenössische Dokumente.
Heute hat die Kirchengemeinde Blomberg-Neuschoo rund 2000 Mitglieder.

## Beschreibung
Die Kirche wurde im Stil der Neugotik in Skelettbauweise erbaut. Sie ist dementsprechend mit Außensäulen, Spitzbogenfenstern und Türlaibungen gegliedert.

## Ausstattung

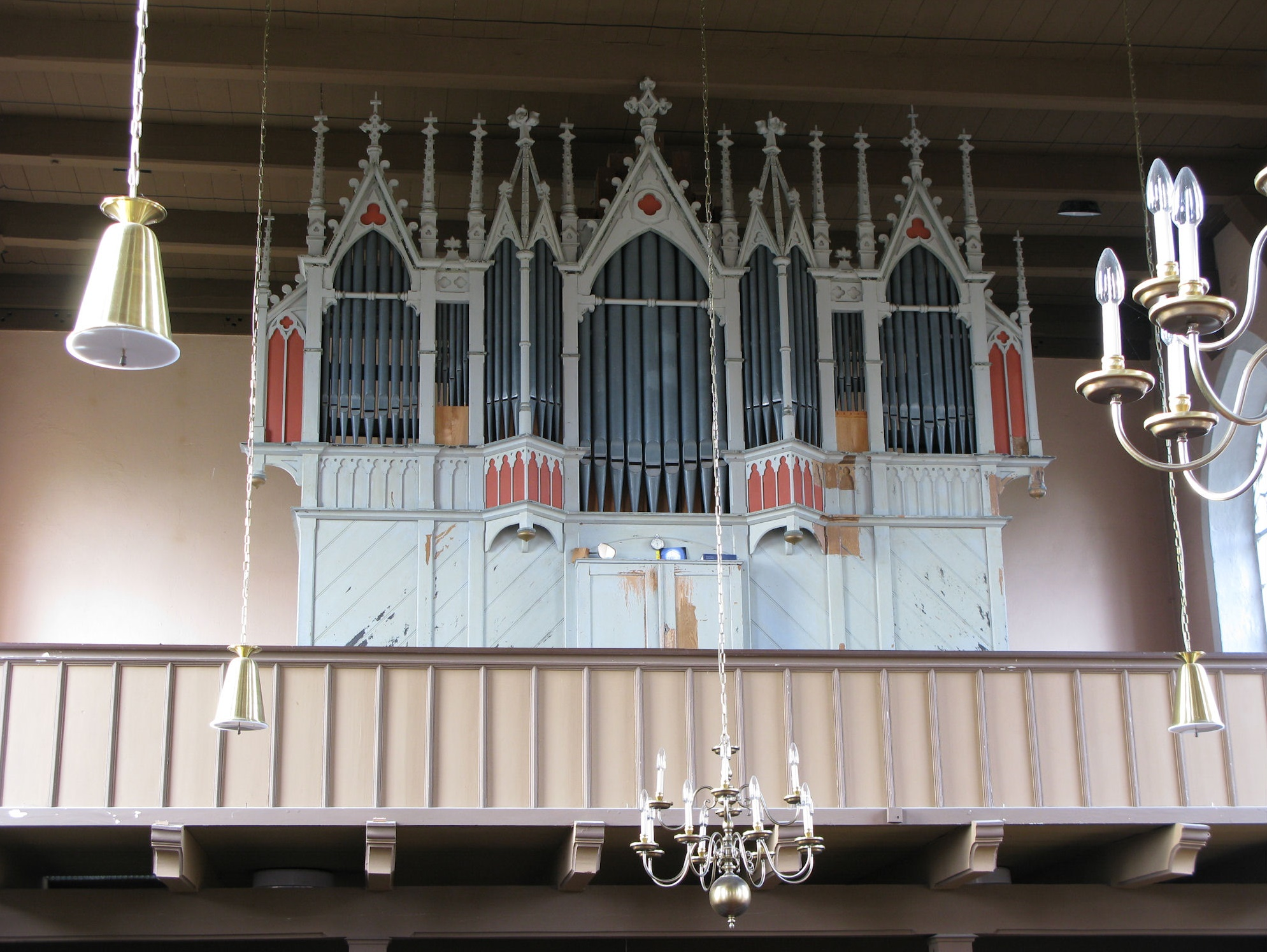
Die Orgel

Ursprünglich stand die Kanzel auf der rechten Seite im Altarraum. Ihr Standort wurde 1963 im Zuge einer Umgestaltung auf die Nordseite verlegt. Da die alte Kanzel stark beschädigt war, wurde sie durch eine Kanzel aus der Kirche von Plaggenburg ersetzt.
Das Altarbild ist ein Werk aus dem Jahr 1893, das den gekreuzigten Jesus zeigt. Der Altartisch wurde im Jahre 1980 im Rahmen einer großen Kirchenrenovierung neu gestaltet.
Die Orgel wurde von Johann Diepenbrock erbaut und am Palmsonntag 1893 der Kirchengemeinde übergeben. Bis zu diesem Tag war ein Harmonium in Gebrauch gewesen. Die Orgel verfügt über neun Register auf einem Manual und Pedal, dazu eine Pedalkoppel und einen Tutti-Tritt (Volles Werk). Die Prospektpfeifen des neugotischen Gehäuses waren ursprünglich aus Zinn gefertigt, wurden jedoch im Ersten Weltkrieg für die Rüstung abgeliefert und dann durch Zinkpfeifen ersetzt. Ansonsten ist das Instrument vollständig erhalten.